# Сборная Боснии и Герцеговины по хоккею с шайбой
Сборная Боснии и Герцеговины по хоккею с шайбой представляет Боснию и Герцеговину на международных турнирах по хоккею с шайбой. Управляется Федерацией хоккея Боснии и Герцеговины. Была принята в ИИХФ в 2001 году. На официальных турнирах впервые участвовала в квалификационном турнире 2008 года, а затем в чемпионатов мира 2015 и чемпионатов мира 2016 годов. Далее принимает участие в квалификационных турнирах.

## История
В бывшей Югославии хоккей с шайбой не был популярен, но в стране проходил довольно приличный чемпионат. Один раз ИИХФ доверил проведение Югославии чемпионата мира и Европы, один раз в 1984 году проходили зимние Олимпийские игры. После распада страны хоккей в Боснии и Герцеговине закончился, просто было не до него, в стране началась Гражданская война.
Лишь в начале XXI века началось возрождение хоккея в этой стране. В 2008 году в столице государства Сараево прошёл из трёх матчей квалификационный турнир (результаты двух матчей впоследствии были аннулированы), хозяева не сумели пробиться на мировое первенство. После этого сборная собралась только через шесть лет.
В мае 2014 года Босния и Герцеговина заявилась в III дивизион и была допущена к соревнованиям на следующий год. В феврале этого же года сборная сыграла два товарищеских матча со сборной Турции. Один она проиграла, а другой выиграла и это была первая победа боснийской сборной (победа над сборной Армении в квалификационном турнире была технической).
3 апреля 2015 года сборная Боснии и Герцеговины впервые сыграла матч на чемпионате мира. Только в четвёртом матче 9 апреля балканские хоккеисты забросили первую шайбу на чемпионатах мира. Первой победы на мировом чемпионате пришлось ждать ещё год, в следующем сезоне, 31 марта была повержена сборная Гонконга.
На следующий год, в самый последний момент хоккеисты Боснии и Герцеговины отказались от участия в турнире. Организаторы приняли решение не менять сетку соревнований, им было во всех матчах засчитано техническое поражение. Летом 2017 года балканским хоккеистам было вновь поручено провести квалификационный турнир для третьего дивизиона чемпионата мира 2019 года. Турнир состоялся в феврале 2018 года в Сараево, хозяева заняли на турнире второе место, при этом боснийцы одержали свою самую крупную победу. Весной следующего года на квалификационном турнире для третьего дивизиона чемпионата мира 2020 года в Абу-Даби балканцы финишировали в середине таблицы. При этом им удалось одержать самую крупную победу в истории.В ноябре 2019 года они приняли участие в отборочных турнирах за выход в квалификацию на XXIV Зимние Олимпийские игры. При том они не должны были принимать участие, но многие сборные отказались. Выступление балканской сборной было не удачное, они заняли последнее место.

## История выступлений на чемпионатах мира
| Турнир            | Место проведения | Результат |
| ----------------- | ---------------- | --------- |
| III дивизион 2015 | Измир            | 7-е место |
| III дивизион 2016 | Стамбул          | 5-е место |